# Muriel Bowser
Muriel Elizabeth Bowser (Washington D. C., 2 de agosto de 1972) es una política estadounidense del Partido Demócrata que se desempeña como la octava y actual alcaldesa del Distrito de Columbia desde 2015. Anteriormente se desempeñó como miembro del Consejo del Distrito de Columbia, que representa al Distrito 4, de 2007 a 2015.